# 羅東運動公園
羅東運動公園位於臺灣宜蘭縣羅東鎮，是座融和自然與人工美於一園，具體而微地呈現宜蘭山川地理、風土民情，以水、綠、健康為設計特色，回歸自然為主、休閒運動為輔的園區，完成時被譽為全國最美麗、最具特色、兼具運動與休閒的景觀公園，其後成為全國各地興建公園的典範。充滿運動設施、綠地以及親水設計的休憩場所。運動公園佔地47公頃，有著開闊的草地以及扶疏的林木，籃球場、網球場、棒球場、田徑場、游泳池等等設施座落其中，並有交橫的流水及湖泊串聯各項景觀，十分美麗，是羅東人平時休閒的去處也是外縣市民眾至宜蘭縣的一個主要觀光旅遊景點。

## 歷史、公園簡介
羅東運動公園建於1986年，起建時公園原地多為水田農舍及住家，歷經7年的精心營造，才造就了現在這片綠地，這也是全台灣唯一一座結合五行八卦與運動休憩，呈現動與靜機能完整而獨立的公園。以水、綠、健康為園區三大主題，將地形景觀、植物景觀、水流景觀及運動設施結合，整體設計結合台灣本土特色及蘭陽風情，可由一些細微的建設及擺式觀察其特殊風格，值得親自去感受這一大片綠色藝術結晶。
時任的宜蘭縣縣長陳定南與縣政府團隊特別禮聘日本高野景觀規劃株式會社一同構思規劃，以「水」、「綠」和「健康」為設計主題，順應地形特色，將綠色植物、湖水生態及運動設施結合，並搭配台灣風水中東西南北方位的四神（青龍、白虎、朱雀、玄武），展現出民俗特色及祝福宜蘭縣縣民蒸蒸日上之意。經過十多年來的細心栽培，這個占地46.8公頃，比台北大安森林公園大上兩倍的景觀生態休閒公園裡，近10區的綠色森林隧道均已成形，豐富自然生態超乎原始設計者想像，200多種植物，吸引95種鳥類以及102種昆蟲入住，再加上新增的80多種濕生植物，使羅東運動公園成為最自然舒適的休閒空間，且時任縣府團隊將溪北的宜蘭運動公園定位在以體育設施為主，但附設有公園景致；而溪南的羅東運動公園則是相反，以提供民眾一個休閒的公園為主，但附設有運動設施，當年台灣的公園還不流行鋪設大草皮，而時任縣長認為國外公園有大草皮讓民眾在其中休憩是非常好的設計，在規劃宜蘭運動公園時列舉美國華盛頓特區的林肯紀念館（Lincoln Memorial）周邊景觀為例來參考，完建的公園也的確有廊柱與長方形大水池的元素在其中。

## 外部連結
- 宜蘭縣立體育場 - 羅東運動公園 （页面存档备份，存于）
- 羅東運動公園 - 宜蘭旅遊網宜蘭勁好玩 （页面存档备份，存于）
- 玖屋文旅-周邊景點：羅東運動公園（页面存档备份，存于）
- 宜蘭運動公園的設計小巧思－陳定南教育基金會（页面存档备份，存于）
- 羅東運動公園 - 交通部觀光署 （页面存档备份，存于）